# Apollo űrhajó

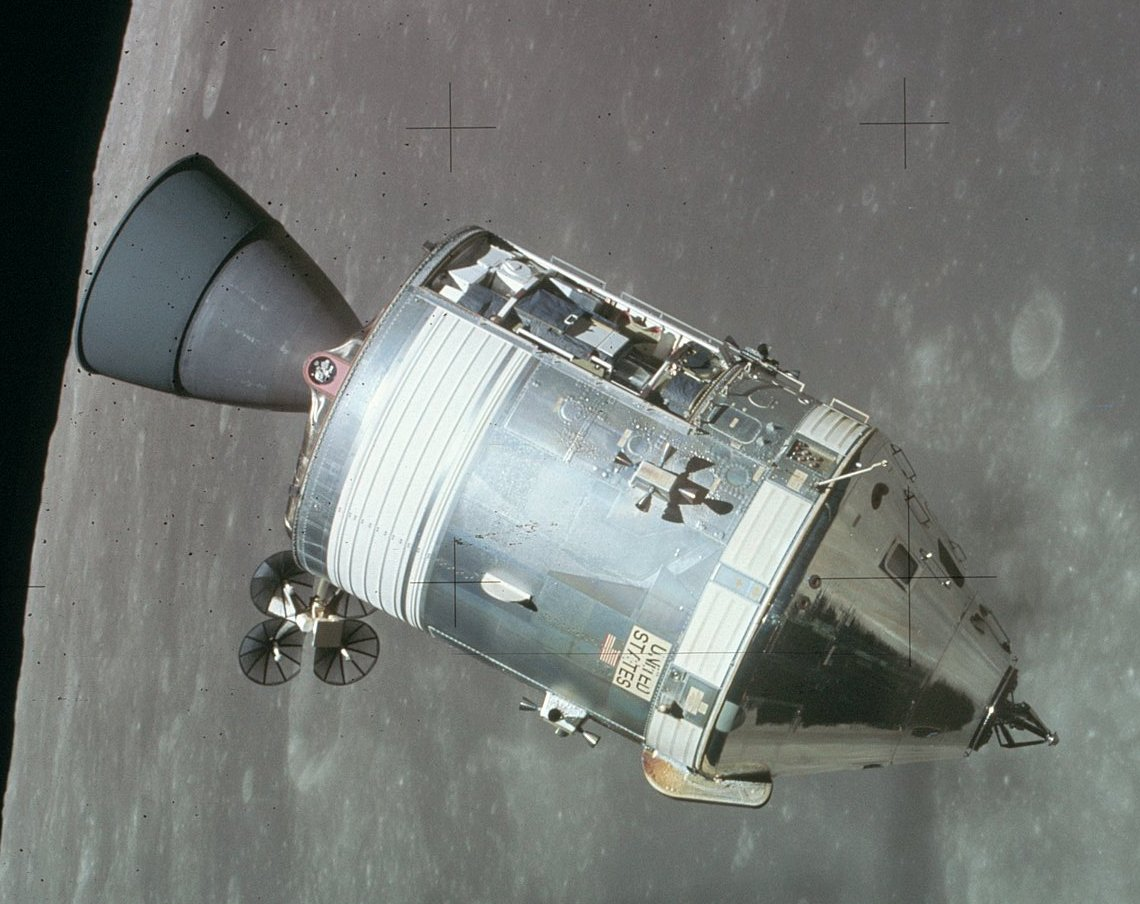
Az Apollo űrhajórendszer parancsnoki egysége Hold körüli pályán (Apollo–15)

Az Apollo űrhajórendszert az Apollo-program keretében fejlesztették ki az Egyesült Államokban az 1960-as években. Eddig ez volt az egyetlen űrhajótípus, mely sikeres holdrepülést teljesített. Az űrhajórendszer kialakítása a bonyolult holdműveletekhez kimódolt elképzelés köré szerveződött, két fő követelményt támasztva az űrhajóval szemben:
- 1: a lehető legkisebb tömeg;
- 2: részekre oszthatóság, hogy a holdi leszállást egy csak arra alkalmas egységgel és ne az egész rendszerrel kelljen végrehajtani.

Összesen 11 Apollo űrhajó repült a Holdhoz (6 sikeres leszállást teljesítve) és további 4 parancsnoki egységet használtak fel a Skylab- és az Szojuz–Apollo-program során. Ez utóbbi négy repülés bizonyítja, a rendszer sokoldalúságát, felhasználhatóságának többcélúságát.
Az Apollo első repülése emberekkel a fedélzetén 1968. október 11-én kezdődött (Apollo–7). Első holdrepülésére 1968 decemberében került sor (Apollo–8). Az első holdra szállást pedig 1969. július 20-án teljesítették vele (Apollo–11). Az utolsó repülést Apollo űrhajóval az Apollo–Szojuz programban hajtották végre, így az űrhajótípust 1975. július 24-én használták utoljára.
Az Apollo űrhajókat az Egyesült Államokban felváltó Space Shuttle nem váltotta be teljesen a hozzá fűzött reményeket, ezért leváltására ismét az Apollóhoz hasonló űrhajórendszert terveznek az amerikaiak. A Vision for Space Exploration programban 2014-ig kifejlesztik az Apollo utódját, a Crew Exploration Vehicle-t, egy többször felhasználható, "hagyományos formájú" űrhajót.

## Az űrhajórendszer részei

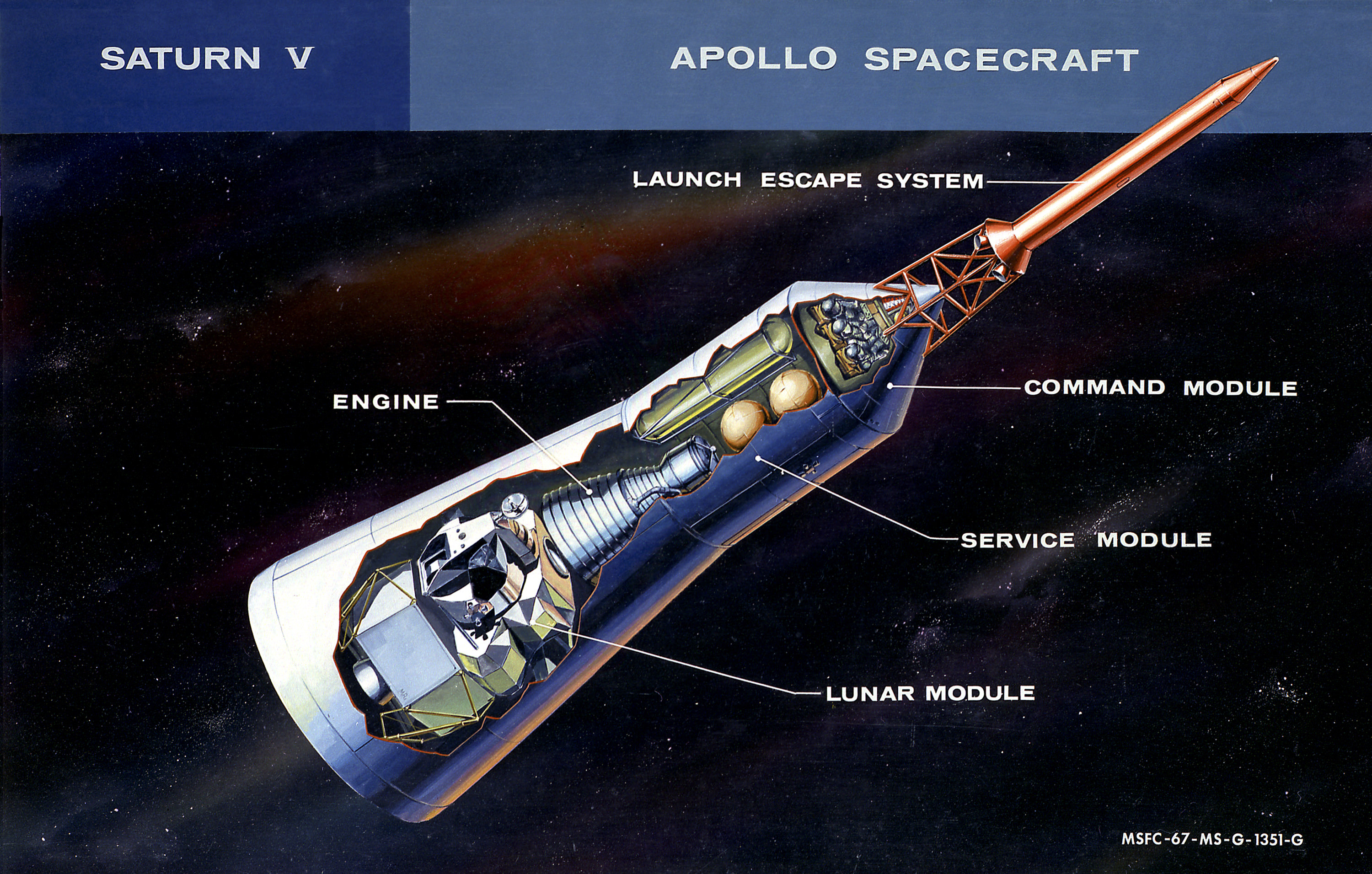
Apollo űrhajórendszer:
Boost protective cover = Orrvédő borítás;
Launch Escape System = Mentőrakéta;
Engine = Főhajtómű;
Command Module = Parancsnoki Egység;
LM Adapter = Holdkomp adapter;
Service Modul = Műszaki egység;
Lunar Module = Holdkomp

Az Apollo űrhajórendszer öt részből állt:
- Mentőrakéta (Launch Escape System, LES);
- Parancsnoki és visszatérő egység (Command Module, CM);
- Műszaki egység (Service Module, SM);
- Holdkomp (Lunar Module, LM);
- Holdkompadapter (Spacecraft Lunar Module Adapter, (SLA)

### Mentőrakéta
Az Apollo mentőrakéta egyetlen feladata a parancsnoki kabin eltávolítása volt a hordozórakétáról egy esetleges vészhelyzet során. Ilyen vészhelyzetnek számított egy indítóállásbeli tűz, vagy a hordozórakéta robbanása, esetleg a felszállás során bekövetkező pályaeltérés.
A mentőrakéta szilárd hajtóanyagú volt és hajtóműveit kacsa elrendezésben építették a szerkezet elejében (azaz a tolóerőt nem a haladási irányban hanem ferde szögben fejtették ki, csak a négy hajtómű együttes erővektora mutatott a rakéta tengelyével párhuzamosan, "előre"). A mentőrendszer automatikusan működött veszély esetén, de az űrhajó parancsnoka is aktiválhatta kézzel. Egy esetleges mentés során, amikor a mentőrakéta már elég távol vitte az űrhajósok kabinját a hordozóeszköztől, szintén automatikusan levált volna és az űrhajó a saját ejtőernyőin leereszkedhetett volna a földre, mint egy normál leszállásnál.
- Műszaki adatok
  - Teljes hossz: 10,2 m
  - Átmérő: 0,66 m
  - Tömeg: 4.170 kg
  - Tolóerő: 689 kN

### Parancsnoki egység (CM)

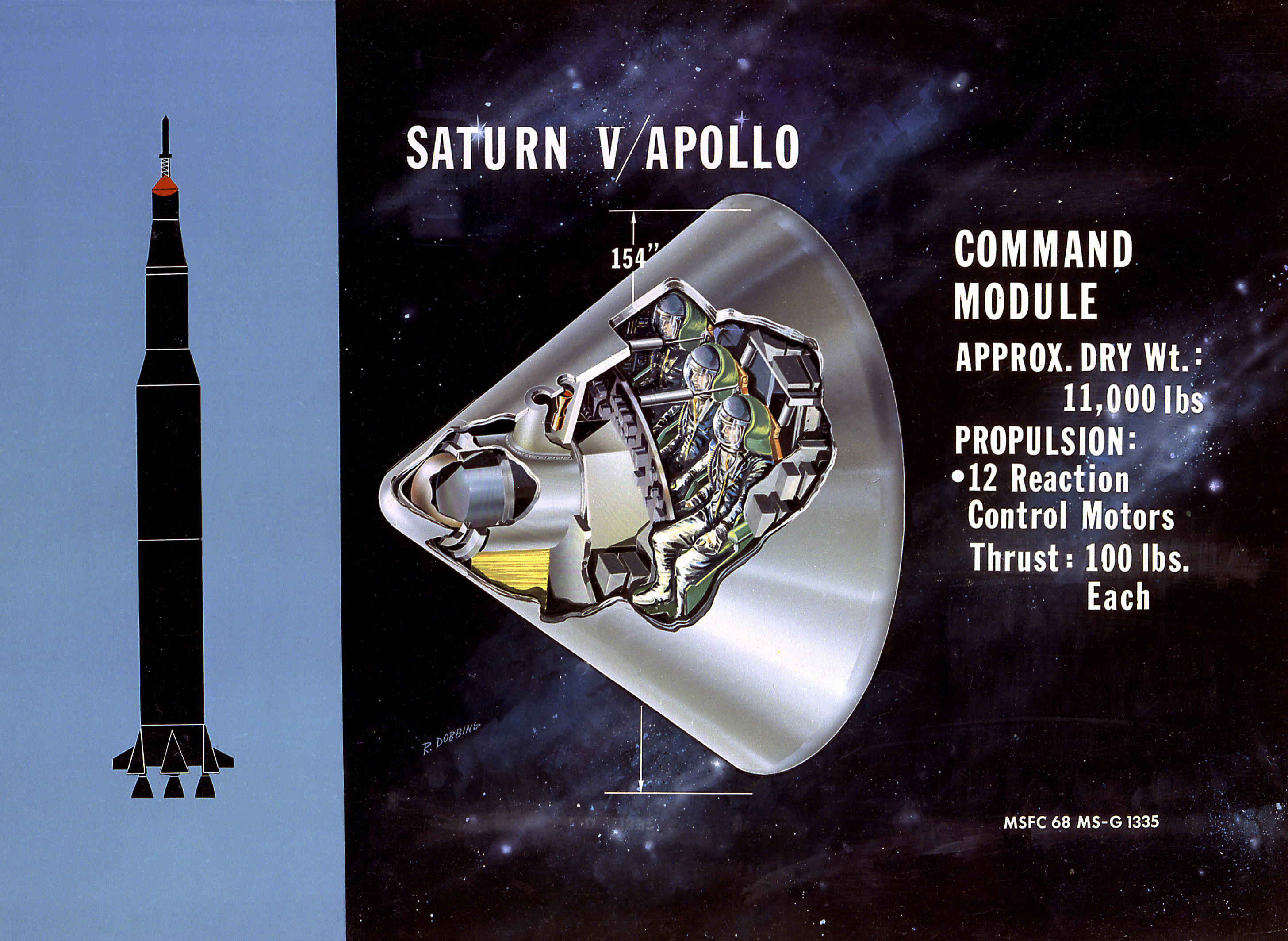
Apollo űrhajórendszer: Apollo Parancsnoki Egység

Az űrhajó központi egysége a parancsnoki egység (Command Module – CM), amely megjelenését tekintve egy csonka kúp alakú űrkabin volt, belül pedig magában foglalta az Apollo űrhajórendszer repülésirányító rendszereit, valamint a három űrhajóst befogadó életteret a megfelelő életfenntartó rendszerekkel.
A kabinban 3, az űrhajósok méretére készített ülés volt, szemben a műszerfallal, amely mögé építették az elektromos rendszer akkumulátorait, a kommunikációs rendszert és az életfenntartó rendszert . A parancsnoki kabinba építették még az űrhajó irányítórendszerét (kormányrendszerét) is, amely egy optikai egységből (az űrhajónak a csillagokhoz képesti helyzetének meghatározására szolgáló kalibrációs távcsőből) és egy elektromos rendszerből állt (amely a kormányparancsokat közvetítette a megfelelő kormányfúvókákhoz). Az űrhajó fenekére szerelték fel a szenes fenolgyantából felépített hőpajzsot, amely a légköri visszatéréskor védte meg az űrhajót a körülötte plazmává forrósodó levegő hőhatásaitól.
A kabin palástján helyezték el a robbanózsinórral lerobbantható biztonsági kabinajtót, amely a ki- és beszálláson kívül funkciót is betöltött, valamint az utolsó három holdra szálláskor a műszaki egységbe épített műszerek adatrögzítő szalagjainak visszahozatalára szolgáló űrsétaajtóként is funkcionált.
A kúp alak csúcsában helyezték el a tervezők a holdkomppal (illetve később a Skylab űrállomással, valamint a dokkolómodulhoz) történő összekapcsolódásra szolgáló dokkolószerkezetet, a három egységből álló ejtőernyőrendszert és a leszálláskor használt helyzetszabályzó hajtóműveket.
- Műszaki adatok:
  - Legénység: 3 fő
  - Hermetikus térfogat: 6,17 m³
  - Hossz: 3,47 m
  - Átmérő: 3,90 m
  - Tömeg: 5.806 kg
  - Üres =(szerkezeti) tömeg: 1.567 kg
  - Helyzetszabályzó rendszer tolóereje: 12 x 420 N
  - Helyzetszabályzó rendszer hajtóanyag: N2O4/UDMH (dinitrogén-tetroxid/aszimmetrikus dimetil-hidrazin)

### Műszaki egység (SM)

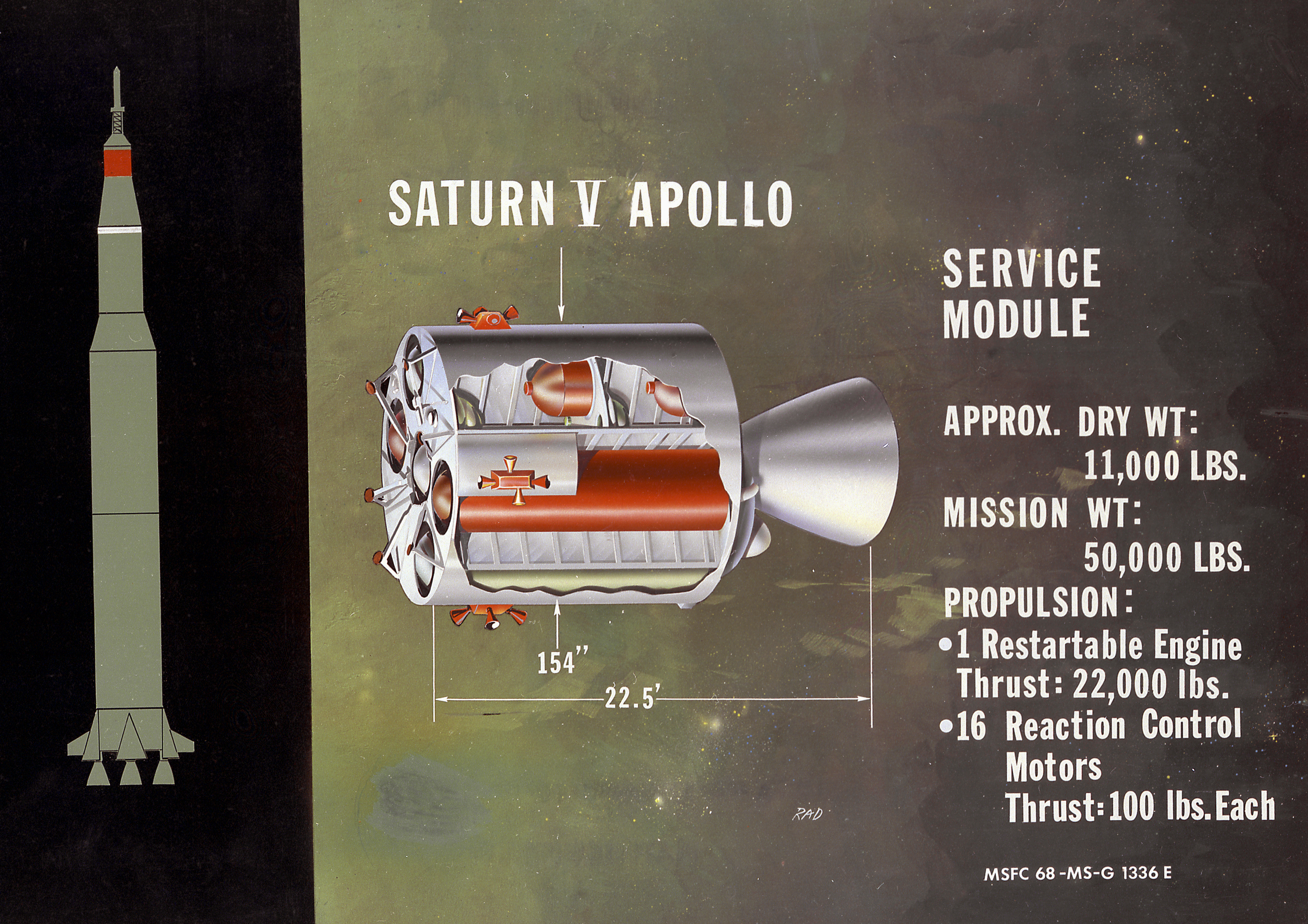
Apollo űrhajórendszer: Apollo Műszaki Egység

A műszaki egység (Service Module – SM) a parancsnoki fülke mögött, azzal fixen összekapcsolva helyezkedik el, alakját tekintve egy hengeres test, a végén a főhajtómű harangjával. A műszaki egység és az előbb leírt parancsnoki egység együtt képezte a Parancsnoki és Műszaki Egységet (Command and Service Module – CSM), mert a két szerkezetileg különálló rész (a visszatérés légköri szakaszán kívül) csak együtt volt képes űrrepülésre.
A műszaki egység az űrhajó hermetizálatlan része volt, magában foglalta az űrhajó rendszerei működésére szolgáló üzemanyagcellákat, akkumulátorokat, az SPS-hajtóművet, a kormányhajtóműveket, a hajtóanyagtartályokat, a tüzelőanyag-cellák működéséhez (és a légzéshez) szükséges oxigént és hidrogént, a működés során keletkezett hő hűtésére szolgáló hőcserélőket és a kommunikációs rendszer nagy rádióantennáját. Az Apollo–15, 16 és 17 expedíciókon, az ún. J típusú repüléseken a műszaki egységbe építették a Hold körüli pályán, keringésből végzett megfigyelésekhez szükséges eszközparkot is egy külön, ledobható oldalfalú rekeszbe.
Az Apollo–13 repülésen ez az egység (az egyik oxigéntartály) hibásodott meg és robbanását követően az egész program során ez az egység volt, amely a repülésre veszélyes hibákat produkált.
- Műszaki adatok
  - Hossz: 7,56 m
  - Átmérő: 3,90 m
  - Tömeg (Feltöltve): 24.523 kg
  - Szerkezeti (üres) tömeg: 1.910 kg
  - Helyzetszabályzó hajtóművek tolóereje: 16 x 440 N
  - Helyzetszabályzó rendszer hajtóanyag: N2O4/UDMH (dinitrogén-tetroxid/aszimmetrikus dimetil-hidrazin)
  - SPS főhajtómű tömege: 3.000 kg
  - SPS főhajtómű tolóerő: 98 kN
  - SPS főhajtómű hajtóanyag tömege: 18.413 kg
  - SPS főhajtómű hajtóanyag: N2O4/Aerozin–50 (dinitrogén-tetroxid/hidrazin és aszimmetrikus dimetil-hidrazin 50–50%-os keveréke)

### Holdkomp
A rendszer legkülönlegesebb darabja a holdi leszállásra és az onnan történő felszállásra tervezett kétfokozatú űrhajó, a holdmodul (Lunar Module – LM), vagy közkeletűbb nevén holdkomp volt. A két fokozat az alul elhelyezkedő leszállóegység (Descent Module – DM) és a rá szerelt – a személyzet kabinját is magában foglaló – felszállóegység (Ascent Module – AM) volt, melyet az egész Holdra szállás egy-egy folyamatában (a holdi le- és felszállásban) vettek részt. A holdkomp csak a világűrben volt képes repülésre, hővédelem és nem áramvonalas kialakítás híján a földi atmoszférán át nem lett volna képes sem felszállásra, sem leszállásra. Az űrhajót a holdi leszállás, majd ott két űrhajós maximum 4 napig történő tartózkodása, végül a holdi felszállás lebonyolítására tervezték (készletei csak erre tették alkalmassá).
A leszállóegység foglalta magában a leszálló lábakat és talpakat, a leszálló radart, a leszálló hajtóművet és annak hajtóanyagát. Emellett egy rakodóteret is építettek bele, amelyben a holdi vizsgálatokhoz szükséges ALSEP (Apollo Lunar Surface Experiment Package) műszeregyüttes, a holdi televíziós kamerák, holdmintagyűjtő edények és egyéb mintavevő műszerek helyezkedtek el. A J típusú utakon a leszállóegység oldalára erősítve utazott a holdjáró is.
A felszállóegységben volt a kétfős legénységi kabin, a repülési műszerek, a – parancsnoki egységgel való összekapcsolódásra használt – dokkolószerkezet, a holdsétára és űrsétára alkalmas ajtó, a parancsnoki hajóéhoz hasonló optikai és elektromos navigációs rendszer, a kormányhajtóművek és a kommunikációs rendszer, valamint egy másik hajtómű a holdi felszálláshoz, és az ahhoz szükséges hajtóanyag.
- Műszaki adatok
  - Felszállóegység
    - Legénység: 2 fő
    - Hermetizált kabin térfogat: 6,65 m³
    - Magasság: 3,54 m
    - Átmérő: 4,27 m
    - Tömeg: 4.547 kg
    - Felszálló hajtómű hajtóanyag tömeg: 2.358 kg
    - Felszálló hajtómű tolóerő: 16 kN
    - Felszálló hajtómű hajtóanyag: N2O4/Aerozin–50 (dinitrogén-tetroxid/hidrazin és aszimmetrikus dimetil-hidrazin 50–50%-os keveréke)
    - Felszálló hajtómű működési ideje: 311 sec.

  - Leszállóegység
    - Magasság: 2,83 m
    - Átmérő: 4,21 m
    - Leszállótalpak fesztávja: 9,37 m
    - Tömeg: 10,149 kg
    - Leszálló hajtómű hajtóanyag tömeg: 8.165 kg
    - Leszálló hajtómű tolóerő: 44 kN
    - Leszálló hajtómű hajtóanyag: N2O4/Aerozin–50 (dinitrogén-tetroxid/hidrazin és aszimmetrikus dimetil-hidrazin 50–50%-os keveréke)

### Holdkomp adapter
Az adapter egy csonka kúp alakú fémburok volt, amely egyrészt a parancsnoki és műszaki egység és a Saturn V utolsó fokozata, az S-IVB közötti összeköttetést teremtette meg, másrészt a nem áramvonalazott holdkompot védte a földi felszállás során. Az adapter négy fix, lerobbantható panelből állt, amelyek virágszirmokra emlékeztettek, amikor a holdi pályára állás után lerobbantva szétnyíltak és hozzáférhetővé tették a holdkompot a dokkolni készülő parancsnoki egység számára.
Az adapter paneljei 42,5 mm vastag alumínium méhsejt szerkezetből készültek, amelyet 1 mm-es parafaréteggel borítottak és fényes fehérre fényeztek (a fehér szín és a parafa a holdkomp hőszigeteléséül szolgáltak, hogy a földi felszálláskor keletkező súrlódási hő ne tegyen kárt a kis űrhajóban). Ezenkívül az egész rendszerben itt volt a különböző részek lerobbantására a legnagyobb túlbiztosítás, mivel ha az űrhajósok nem tudták volna leválasztani az S-IVB rakétafokozatot, az űrben ragadtak volna, így mindenképpen biztosítani kellett a 100%-os biztonságot a parancsnoki és műszaki egység leválasztására.
A repülési terv szerint az űrhajósok, miután ráálltak a Holdhoz vezető pályára, leválasztották a parancsnoki hajót, lerobbantva az adapter paneljeit, aztán a 180°-ot fordítottak az űrhajón a kereszttengelye körül és összekapcsolódtak az adapter belsejében utazó holdkomppal. Egy rugós mechanizmus segítségével kihúzták onnan a holdkompot és így repültek tovább a Holdig. Ebben a műveletben az adapter paneljeinek eltávolítása az űrhajótól létfontosságú volt, hogy elkerüljék a dokkolás során bármelyik űrhajóegységhez történő ütközésüket.
- Műszaki adatok:
  - Magasság: 8,5 m
  - Átmérő (felül): 3,9 m
  - Átmérő (alul): 6,6 m
  - Tömeg: 1.837 kg

## Hordozóeszközök
- Saturn IB
- Saturn V

## Repülések
- Ember nélkül
  - Apollo–4 1967. november 9.
  - Apollo–6 1968. április 4.
- Emberrel
  - Apollo
    - Apollo–7 (holdkomp nélkül) 1968. október 11–22.
    - Apollo–8 (holdkomp helyett ballaszt) 1968. december 21–27.
    - Apollo–9 (CSM: Gumdrop; LM: Spider) 1969. március 3–13.
    - Apollo–10 (CSM: Charlie Brown; LM: Snoopy) 1969. május 18–26.
    - Apollo–11 (CSM: Columbia; LM: Eagle) 1969. július 16–24.
    - Apollo–12 (CSM: Yankee Clipper; LM: Intrepid) 1969. november 14–24.
    - Apollo–13 (CSM: Odyssey; LM: Aquarius) 1970. április 11–17.
    - Apollo–14 (CSM: Kitty Hawk; LM: Antares) 1971. január 31. – február 9.
    - Apollo–15 (CSM: Endeavour; LM: Falcon) 1971. július 26. – augusztus 7.
    - Apollo–16 (CSM: Casper; LM: Orion) 1972. április 16–27.
    - Apollo–17 (CSM: America; LM: Challenger) 1972. december 7–19.

  - Skylab
    - Skylab–2 (holdkomp nélkül) 1973. május 25. – június 22.
    - Skylab–3 (holdkomp nélkül) 1973. július 28. – szeptember 25.
    - Skylab–4 (holdkomp nélkül) 1973. november 16. – 1974. február 8.

  - Szojuz–Apollo-program
    - Apollo–18 (holdkomp helyett dokkolómodul) 1975. július 15–24.

### Magyar oldalak
- Az Apollo űrhajó